# Vihasoo
Vihasoo est un village de la commune de Kuusalu du comté de Harju en Estonie.
Au 31 décembre 2011, elle compte 211 habitants.